# Zdeněk Altner
Zdeněk Altner (3. října 1947 – 7. listopadu 2016) byl český advokát známý především díky právnímu zastupování České strany sociálně demokratické, které vyhrál spor o stranické sídlo – Lidový dům.

## Život a působení
Absolvoval Právnickou fakultu Univerzity Karlovy a poté pracoval jako podnikový právník. Po roce 1989 se stal advokátem, zároveň působil jako správce konkurzní podstaty (insolvenční správce). Ze seznamu advokátů byl vyškrtnut v lednu 2011 po kárném řízení v souvislosti se sporem s ČSSD, oprávnění vykonávat činnost insolvenčního správce mu ze zákona zaniklo ke konci roku 2009. K 1. dubnu 2016 byl hlášen k trvalému pobytu na adrese obecního úřadu v Třebotově, podle vyjádření Altnera se tak stalo proti jeho vůli.

### Konkurzní správce
Do roku 2000 byl konkurzním správcem společnosti OSAN, než byl soudem odvolán na žádost věřitelů. Těm se nelíbilo, že místo placení vedl údajně nesmyslné spory, a to i na zcela nepatrné pohledávky, za které prý měl spřízněným advokátům zaplatit více než 100 milionů Kč. Mělo jít o 30 000 žalob. Ještě před svým odvoláním většinu pohledávek prodal slovenské společnosti Ecomedia. Podle Aktuálně.cz si původně na pomoc se zpeněžením konkurzní podstaty najal společnost Coex, ale později i advokáta Zdeňka Hájka, kterému za to zaplatil 5,4 milionu Kč (Hájkovi navíc poskytovala poradenství společnost Alba, řízená Altnerovou přítelkyní a v danou dobu sídlící na adrese Altnerovy advokátní kanceláře). Nástupce ve funkci konkurzního správce na něj proto podal žalobu a Městský soud v Praze Altnerovi na náhradě škody, úmyslně způsobené tímto neúčelným vynakládáním finančních prostředků společnosti v konkurzu, a na soudních výlohách uložil zaplatit celkem 5,6 milionu Kč. Tuto pohledávku později získal advokát Jan Vondráček, který po Altnerovi už vymáhal dalších 5,8 milionu Kč jako náhradu za další škodu způsobenou v pozici konkurzního správce společnosti OSAN. Jako konkursní správce OSAN měl také úzké vazby na pozdějšího místopředsedu České strany sociálné demokratické a ministra financí Iva Svobodu a jeho spolupracovnicí Barborou Snopkovou, kterým zprostředkovaně zadal zakázku spojenou s OSAN.
V roce 2013 byl Altner zatčen v Německu na základě evropského zatýkacího rozkazu v souvislosti s jinou, slovenskou kauzou z konce 90. let, kdy český právník působil jako správce konkurzní podstaty jedné z firem podnikatele Ivana Matušíka. Tehdy čelil stíhání za maření konkurzního řízení, protože neměl odevzdat všechny účetní doklady. V březnu 2016 byl Altner znovu v pátrání. V roce 2014 byl vydán na Slovensko, kde strávil 5 měsíců v útěkové vazbě a byl nepravomocně odsouzen k nepodmíněnému trestu odnětí svobody v délce 6 měsíců.
Altner byl obžalován ze zpronevěry za své působení v roli konkurzního správce v případě živnostníka Antonína Škrdlanty, když místo výplaty věřitelů si měl v letech 2004 až 2010 z účtu Škrdlanty vybrat v hotovosti 958 tisíc korun, které si měl nechat pro sebe. Od listopadu 2015 do dubna 2016 byl na policejním seznamu hledaných osob, když se v této věci vyhýbal policejním úkonům i soudu. Po jeho úmrtí bylo stíhání zastaveno.

### Spor s ČSSD
Nejznámější Altnerovou aktivitou bylo právní zastupování České strany sociálné demokratické. Té (prostřednictvím společnosti Cíl) v roce 2000 až u Ústavního soudu definitivně vyhrál spor o vlastnictví Lidového domu, tradičního stranického sídla, když předchozí soudy rozhodovaly opačně. Mandátní smlouvu s ním v roce 1997 za stranu podepsal její tehdejší předseda Miloš Zeman a později k ní prý přistoupili i advokáti Zdeněk Hájek a Václav Halbich. Podle smlouvy měl v případě úspěchu získat mj. deset procent hodnoty Lidového domu, strana mu vyplatila původně jen 16,8 milionu Kč a zbývající sporné dvě třetiny z celkové částky dala do soudní úschovy, neboť ji tehdy požadovali také druzí dva advokáti. Altner kromě toho podal na ČSSD žalobu za další nárok z mandátní smlouvy, dlužné nájemné Lidového domu, a Obvodní soud pro Prahu 1 mu v roce 2004 z tohoto titulu přiznal 18,5 milionu Kč spolu s úroky z prodlení a smluvní pokutou. Smluvní pokuta tvořila 0,3 % za každý den prodlení, což tehdejší předseda Jiří Paroubek odmítl, protože taková výše měla být v rozporu s dobrými mravy.
Altner své celkové nároky v červnu 2006 vyčíslil na minimálně 17,5 miliardy Kč, kvůli dluhu podal několik neúspěšných návrhů na prohlášení konkurzu ČSSD, trestních oznámení a často se také obracel na Ústavní soud. Zároveň ale sám čelil trestním oznámením a také stížnostem k České advokátní komoře, která jej nakonec v kárném řízení roku 2011 kvůli porušení povinnosti mlčenlivosti, neboť měl neoprávněně zveřejňovat informace, které se při zastupování klienta dozvěděl, vyškrtla ze seznamu advokátů. Odvolací Městský soud v Praze pak na konci března 2016 pravomocně potvrdil původní rozhodnutí z roku 2004 co do jistiny a smluvní pokuty, žalobu zamítl pouze pro úroky z prodlení. ČSSD mu tak musela za právní služby zaplatit ještě 18,5 milionu Kč spolu se smluvní pokutou, která od roku 2000 činila dalších více než 318 milionů Kč, celkem tedy 337,5 mil. Kč.
Kvůli nesplacení dluhu Altner podal několik neúspěšných návrhů na vydání předběžného opatření, kterým by byly zablokovány účty ČSSD, až později šel cestou exekuce. Po výš uvedeném rozhodnutí z března 2016 bylo na samotného Altnera vydáno několik exekučních příkazů. Podle severu Aktuálně.cz šlo nejméně o 14 příkazů za zhruba 20 milionů Kč. Mezi věřitele patřily Česká advokátní komora, finanční úřady, zdravotní pojišťovny či advokát Jan Vondráček, který v dražbě odkoupil pohledávku, kterou měla za Altnerem společnost OSAN. Strana ve věci rozsudku podala dovolání k Nejvyššímu soudu a požádala o odložení vykonatelnost pravomocného rozhodnutí. Nejvyšší soud straně vyhověl a v červnu 2016 odložil vykonatelnost. Strana postupně skoupila Altnerovy dluhy ve výši přes 17 mil. Kč.
V listopadu 2016 Altner zemřel. V rámci řízení o dědictví se tohoto vzdal Altnerův nejstarší syn Zdeněk, syn Patrik a Veronika jej přijali a ve sporu pokračovali. Nejvyšší soud v květnu 2019 rozhodl o dovolání, když rozsudek zrušil a celý soudní spor tím vrátil na začátek k Obvodnímu soud pro Prahu 1. Podle nejvyššího soudu nebylo smluvní ujednání o odměně za právní služby, díky kterým strana Lidový dům získala, dostatečně určité a není jasné, jaké konkrétní právní služby Altner pro stranu udělal.
Do řízení u Obvodního soudu pro Prahu 1 se vložili Altnerův spolupracovník Václav Halbich a pozůstalá po Václavovi Hájkovi, když Halbich a Hájek byli stranami výše uvedené mandátní smlouvy a nárokují si třetinu odměny. Soudkyně nároky Halbicha a Hájkové vyčlenila k samostatnému projednání a řízení v srpnu 2022 odročila na neurčito do vyřešení věci jejich nároků.
V listopadu 2024 Obvodní soud pro Prahu 1 rozhodl ve prospěch Altnerových dědiců, přesnou výši smluvní pokuty však nevyčíslil. V dubnu 2025 však odvolací soud tento rozsudek zrušil.